# (8570) 1996 TN10
(8570) 1996 TN10 est un astéroïde de la ceinture principale découvert en 1996.

## Description
(8570) 1996 TN10 a été découvert le 9 octobre 1996 à Kushiro (Japon) par Seiji Ueda et Hiroshi Kaneda.

### Caractéristiques orbitales
L'orbite de cet astéroïde est caractérisée par un demi-grand axe de 2,99 UA, un périhélie de 2,70 UA, une excentricité de 0,010 et une inclinaison de 9,60° par rapport à l'écliptique. Du fait de ces caractéristiques, à savoir un demi-grand axe compris entre 2 et 3,2 UA et un périhélie supérieur à 1,666 UA, il est classé, selon la JPL Small-Body Database, comme objet de la ceinture principale.

### Caractéristiques physiques
(8570) 1996 TN10 a une magnitude absolue (H) de 12,5 et un albédo estimé à 0,041.